# 福島市立福島第三中学校
福島市立福島第三中学校（ふくしましりつ ふくしまだいさん ちゅうがっこう）は、福島県福島市にある公立中学校である。

## 概要
福島市街地北東部を通学区域とし、阿武隈川と松川との合流点付近、信夫ヶ丘運動公園に隣接して位置する。2020年5月1日現在、17学級436名の児童が在籍する。校章はペン先（学舎を表す）としのぶ草（地名の信夫（ヶ丘）を表す）それぞれ3つが中の文字に重なるデザインであり、信夫ヶ丘に建つ学び舎である当校を表している。

## 沿革
- 1947年
  - 4月 - 学校教育法が施行され、福島市立岡山中学校として創立される（当時は福島市立岡山小学校に併設されていた）。
- 1948年
  - 9月 - 福島市立福島第三中学校へ校名が変更される。
- 1966年
  - 4月 - 福島市立大波中学校を併合する。
- 1980年
  - 1月30日 - 屋内運動場が竣工する。
- 2010年
  - 2月26日 - RC造三階建の校舎が竣工する。
  - 3月15日 - RC造平屋建の校舎が竣工する。

## 教育方針
教育目標
- 心の痛みがわかり思いやりのある生徒
- 自ら学習する生徒
- 運動や芸術活動に進んで参加する生徒

## 学校行事
| - 4月 - 5月 - 6月 | - 7月 - 8月 - 9月 | - 10月 - 11月 - 12月 | - 1月 - 2月 - 3月 |

## 生徒会活動・部活動など
《生徒会活動》
生徒会本部
学習委員会
生活委員会
保健委員会
体育委員会
広報委員会
給食委員会
図書委員会
整美委員会
JRC委員会
放送委員会
学年委員会
〈臨時招集委員会〉
選挙管理委員会
応援団
《部活動》
陸上競技部
サッカー部
男女バレーボール部
軟式野球部
ソフトボール部
男女バスケットボール部
男女卓球部
男女ソフトテニス部
剣道部
吹奏楽部
美術部
科学工作部
〈特設部〉
特設駅伝部

## 通学区域[2]
- 中央東地区
  - 入江町
  - 八島町
  - 堀河町
- 中央東地区（五十辺）
  - 岩谷
  - 山神
  - 大森
  - 立岩
  - 北原
  - 猫渕
  - 滝元
  - 坂登
  - 石田
  - 岩ノ前
  - 山際
  - 山居
  - 茶屋下
  - 道前
  - 北ノ前
  - 田中島
  - 舘ノ前
  - 舘ノ内
  - 蝦貫
  - 矢倉下
  - 遠瀬戸
  - 古川
  - 中荒子
  - 北中川原
  - 高野河原下
  - 上荒子
  - 下荒子
  - 本新畑
  - 松山町
  - 山居上
  - 鴇頭森
  - 小金山
- 東部地区
  - 岡部
  - 山口
  - 岡島
  - 大波
- 北信地区
  - 本内（字南下釜、阿武隈川より東側の全地区）
  - 鎌田（阿武隈川より東側の全地区）

## 進学前小学校[3]
- 福島市立福島第三小学校
- 福島市立岡山小学校
- 福島市立月輪小学校
- 福島市立鎌田小学校

## 学区内の主な施設
- 国道4号・国道115号
- 信夫ヶ丘運動公園
  - 信夫ヶ丘球場
  - 福島市信夫ヶ丘競技場
- 福島市音楽堂
- 福島市中央市民プール
- 福島赤十字病院
- ラジオ福島本社送信所
- 信夫山公園

## 交通
- JR福島駅より福島交通路線バス月の輪台団地行乗車、堀河町停留所下車、徒歩約5分[4]

## 著名な出身者
- 八百板卓丸 - プロ野球選手
- BETCHI - ギタリスト・シンガーソングライター
- 和合亮一 - 日本の詩人・ラジオパーソナリティ・高校教員
- 高倉麻子 - 元サッカー選手・サッカー指導者・元サッカー日本女子代表監督